# Parc Nacional de Chaambi
El Parc Nacional de Chaambi o Chambi és una zona de la governació de Kasserine amb qualificació de parc nacional, que ocupa una superfície de 6.723 hectàrees.
Fou creat per decret de 18 de desembre de 1980 i protegeix la zona del Djebel Chaambi que és la muntanya més alta de Tunísia en el conjunt muntanyós conegut per Dorsal tunisià. El parc s'inicia a 17 km a l'oest de Kasserine (això és de la ciutat de Kasserine cap a Algèria). El parc es va crear principalment per protegir la gasela de muntanya. El 1977 ja havia estat declarar reserva de la biosfera per la UNESCO.

## Flora i fauna
La flora és típica de la regió del Dorsal tunisià, amb pins d'Alep principalment, com espècie dominant entre 262 espècies censades.
La fauna està adaptada a les condiciones muntanyoses i a la neu; es troben porcs senglars, guineus, hienes, gaseles, llebres i altres animals. El carner salvatge originari de Còrsega i Sardenya s'hi va introduir als anys seixanta.
Entre l'avifauna cal esmentar la perdiu, el bec creuat dels pins, l'àliga Bonell, el falcó, el falcó pelegrí, i el percnòpter d'Egipte.
La zona té nombroses fonts naturals i s'hi ha trobat vestigis antics com antigues mines de plom (reutilitzades sota protectorat francès) i premses d'oli. Al mig del parc hi ha un ecomuseu.